# Высоково (Молоковский район)
Высоково — деревня в Молоковском муниципальном округе Тверской области России. До 2021 года входила в состав ныне упразднённого Молоковского сельского поселения.

## География
Деревня находится в северо-восточной части Тверской области, в зоне хвойно-широколиственных лесов, на правом берегу реки Красихи, на расстоянии примерно 3 километров (по прямой) к востоко-северо-востоку от Молокова, административного центра округа. 
Абсолютная высота — 182 метра над уровнем моря.

### Климат
Климат характеризуется как умеренно континентальный. Среднегодовая температура воздуха — 3,2 °C. Средняя температура воздуха самого холодного месяца (января) — −10,7 °C (абсолютный минимум — −52 °C), средняя температура самого тёплого (июля) — 17,1 °С (абсолютный максимум — 35 °С). Годовое количество атмосферных осадков составляет около 650 мм, из которых большая часть выпадает в тёплый период. Снежный покров держится в течение 157—160 дней.

### Часовой пояс
Деревня Высоково, как и вся Тверская область, находится в часовой зоне МСК (московское время). Смещение применяемого времени относительно UTC составляет +3:00.

## Население
| 2008 | 2010 |
| ---- | ---- |
| 13   | ↘9   |

### Национальный состав
Согласно результатам переписи 2002 года, в национальной структуре населения русские составляли 100 % из 13 чел.

## Известные уроженцы, жители
Кукунин, Сергей Александрович (1898 — 12 июля 1943) — советский военнослужащий, участник гражданской и Великой Отечественной войн, Герой Советского Союза (1944, посмертно).

## Инфраструктура
Личное подсобное хозяйство с зоной сельскохозяйственного использования, индивидуальная застройка усадебного типа.

## Памятные места, достопримечательности
В деревне находится памятное место, где стоял дом, в котором родился и жил в 1920-30-х годах С. А. Кукунин

## Транспорт
Остановка общественного транспорта «Высоково». 